# Grafmonument van Everhardus Johannes Potgieter

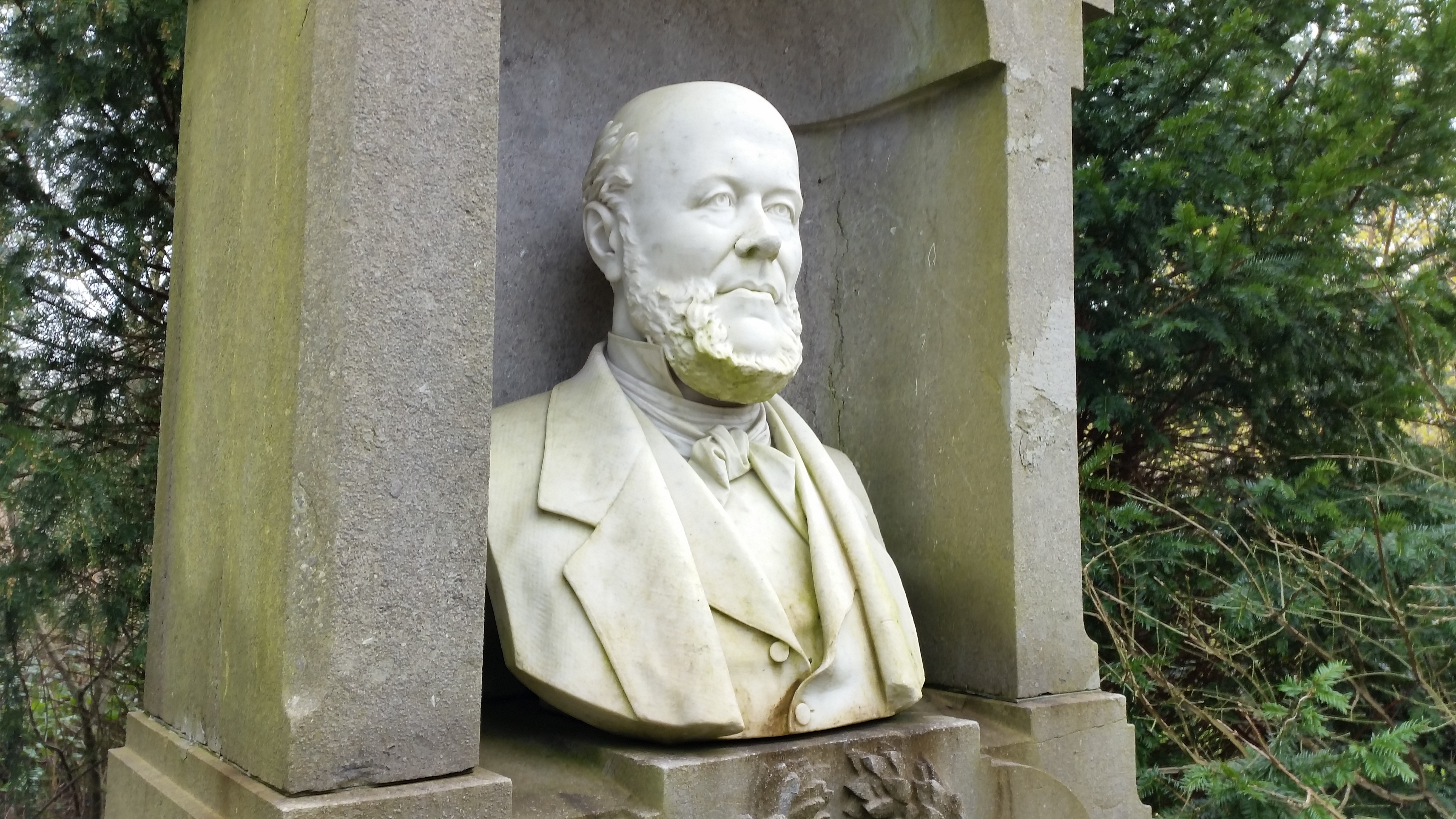
Het borstbeeld (februari 2020)

Het grafmonument van Everhardus Johannes Potgieter op begraafplaats De Nieuwe Ooster in de Nederlandse stad Amsterdam is een rijksmonument.

## Geschiedenis
Het monument voor Everhardus Johannes Potgieter (1808-1875), letterkundige en oprichter van De Gids, was aanvankelijk geplaatst op de Westerbegraafplaats. Het werd geplaatst op kosten van vrienden en vereerders rond de in februari 1879. Die begraafplaats werd net als de Oosterbegraafplaats in 1894 opgeheven. De termijn voor herbegravingen was destijds 30 jaar en zo werd Potgieter in 1924/1925 herbegraven op De Nieuwe Ooster. De buste van ravazionemarmer die zijn graf sierde was al in 1894 weggehaald en in bruikleen gegeven aan het Rijksmuseum in Amsterdam, die het in een eregalerij plaatste. Op 2 juni 1956 onthulde burgemeester Arnold d'Ailly de buste weer op het graf van de schrijver; het kwam te staan in de nis boven zijn graf.

## Beschrijving
Het monument bestaat uit een schuinoplopende liggende zerk met inscriptie en een piëdestal met de familienaam, waarboven een hardstenen aedicula met een buste in marmer gemaakt door beeldhouwer Frans Stracké. Op de sokkel is onder de buste een lauwerkrans aangebracht, op het fronton in reliëf drie zespuntige sterren.
Het grafmonument staat tegenover het Grafmonument van Jan Willem Pieneman, ook deels van Stracké.

## Waardering
Het grafmonument (klasse 1, vak 22, nr. 17) werd in 2004 in het Monumentenregister opgenomen vanwege het "algemeen belang wegens cultuur-, literair- en funerair-historische waarde."